# Grijskopdiksnavelmees
De grijskopdiksnavelmees (Paradoxornis gularis; synoniem: Psittiparus gularis) is een zangvogel uit de familie Paradoxornithidae (diksnavelmezen).

## Verspreiding en leefgebied
Deze soort komt voor van de Himalaya tot China en Indochina en telt zes ondersoorten:
- P. g. gularis: de oostelijke Himalaya.
- P. g. transfluvialis: noordoostelijk India, noordelijk en oostelijk Myanmar, zuidwestelijk China en noordwestelijk Thailand.
- P. g. rasus: westelijk Myanmar.
- P. g. laotianus: oostelijk Myanmar, noordelijk Thailand en noordelijk en centraal Indochina.
- P. g. fokiensis: zuidelijk-centraal en zuidoostelijk China.
- P. g. hainanus: Hainan (nabij zuidoostelijk China).

## Status
De grootte van de populatie is niet gekwantificeerd maar de soort wordt omschreven als schaars tot vrij algemeen. Op de Rode lijst van de IUCN heeft deze soort de status niet bedreigd.